# Енантем
Енантем или енантема (на латински: enanthema) е медицински термин описващ обрив по лигавицата. Тя се появява при заболявания като едра шарка, дребна шарка и варицела.
Може да бъде и признак за свръхчувствителност на организма.
Енантемът може да се прояви и с вирусна екзантема.